# Phyllophora inusta
Phyllophora inusta är en insektsart som beskrevs av De Jong, C. 1946. Phyllophora inusta ingår i släktet Phyllophora och familjen vårtbitare. Inga underarter finns listade i Catalogue of Life.